# Ясукуні-Мару (3025)
Ясукуні-Мару (3025) — транспортне судно, яке брало участь у операціях японських збройних сил в Китаї та на Тихому океані.
Судно під назвод War Mist заклали в 1918 році на верфі North of Ireland SB Co. Ltd у Лондондеррі в межах програми компенсації втрат під час Першої світової війни. Того ж року остання завершилась, а судно ввели в дію у 1920-му під назвою Onega для компанії W. Thomson & Co. В 1927-му його продали японській компанії Hamane Shoten та перейменували на «Ясукуні-Мару».
У листопаді 1941-го судно реквізували для потреб Імперської армії Японії. Відомо, що в березні — квітні 1942-го воно здійснило кілька рейсів між Вампоа та Гонконгом, з якого потім пройшло до Осаки.
12—21 серпня 1943-го «Ясукуні-Мару» в конвої O-208 перейшло з японського порту Саєкі до Палау (великий логістичний хаб на заході Каролінських островів).
19—29 вересня 1943-го судно у складі конвою «Вевак № 9» пройшло по круговому маршруту з Палау до Веваку (тут знаходився головний японський гарнізон на Новій Гвінеї) та назад. Ще два такі рейси воно здійснило 17—28 жовтня в конвої «Вевак № 11» та у другій половині листопада з конвоєм «Вевак № 13».
30 листопада — 11 грудня 1943-го «Ясукуні-Мару» пройшло з Палау до Саєкі в конвої FU-008, а 21—31 грудня повернулось назад з конвоєм O-106.
3 січня 1944-го судно вийшло з Палау до Нової Гвінеї в конвої «Голландія/Вевак № 7». На шляху конвой розділився, при цьому «Ясукуні-Мару» попрямувало до порту Голландія (наразі Джаяпура), а потім повернулось на Палау.
20 січня 1944-го судно рушило з Палау до Нової Гвінеї в конвої «Голландія/Вевак № 8». Надвечір 21 січня американський підводний човен Seahorse випустив по конвою три торпеди та уразив обидва його транспорти. «Ясукуні-Мару» затонуло і разом з ним загинуло 6 членів екіпажу та 62 військовослужбовці, що перебували на борту.